# 3323-as mellékút (Magyarország)
A 3323-as számú mellékút egy majdnem pontosan 28 kilométeres hosszúságú, négy számjegyű mellékút Hajdú-Bihar vármegye északi részén; Balmazújvárostól vezet Hajdúnánásig. A 3317-es út szokatlan kilométer-számozása azt valószínűsíti, hogy korábban ez az út is annak a része lehetett, s ily módon Balmazújvárostól Nyíregyháza központjáig húzódott.

## Nyomvonala
Balmazújváros központjában ágazik ki a 3316-os útból, annak a 23+500-as kilométerszelvénye közelében, nagyjából északkeleti irányban; majdnem ugyanott van, kevesebb, mint 100 méterrel nyugatabbra az ellenkező irányba tartó, Hajdúszoboszlóig húzódó 3321-es út kezdőpontja is. Kastélykert utca néven indul, majd alig negyed kilométer megtétele után kiágazik belőle kelet felé a Debrecen–Füzesabony-vasútvonal Balmazújváros vasútállomását kiszolgáló 33 321-es számú mellékút, kicsivel arrébb pedig keresztezi is a vágányokat. Folytatása már a Böszörményi utca nevet viseli, körülbelül a 2+150-es kilométerszelvényéig, ahol kilép a belterületről, ugyanott átszel egy kisebb vízfolyást is, majd kelet felé fordul.
A 3+150-es kilométerszelvénye után egy komolyabb hídja következik, amely a Keleti-főcsatorna felett ível át, majd 3,7 kilométer után egy határozott irányváltással északnak fordul, s ugyanott kiágazik belőle kelet felé a Hajdúböszörményig vezető 3318-as út. 10,4 kilométer után a 3323-as út is belép böszörményi határok közé, ott keresztezi – 14,1 kilométer után, körforgalmú csomóponttal – a 35-ös főutat, és kevéssel a 15. kilométere előtt, csomóponttal az M35-ös autópályát is.
Túl jár a 18. kilométerén is, amikor egy határozott irányváltással elhagyja az északi irányt és északkeletnek kanyarodik; 19,2 kilométer megtételét követően pedig már Hajdúnánás határai között folytatódik. A belterület déli szélét a 27. kilométere táján éri el, az Újvárosi út nevet felvéve; 27,6 kilométer után átszeli a Debrecen–Tiszalök-vasútvonal nyomvonalát, Hajdúnánás vasútállomás térségének nyugati széle mellett, a vasúttól északra pedig a Jókai utca nevet veszi fel. Így is ér véget, beletorkollva a 35 141-es számú mellékútba, annak a 2+800-as kilométerszelvénye közelében, a körkörös elrendezésű városmag déli széle közelében.
Teljes hossza, az országos közutak térképes nyilvántartását szolgáló kira.kozut.hu adatbázisa szerint 27,896 kilométer.

## Települések az út mentén
- Balmazújváros
- (Hajdúböszörmény)
- Hajdúnánás

## Története
1934-ben a kereskedelem- és közlekedésügyi miniszter 70 846/1934. számú rendelete a mai teljes hosszában harmadrendű főúttá nyilvánította, a Balmazújváros és Nyíregyháza közti 335-ös főút részeként. A döntés annak ellenére született meg, hogy Balmazújváros és az akkori 331-es, ma 35-ös főút közti szakasza akkor még kiépítetlen volt.